# 1939 en Norvège
Chronologie de la Norvège
- 1935
- 1936
- 1937
- 1938
- 1939
- 1940
- 1941
- 1942
- 1943

Cet article présente les faits marquants de l'année 1939 en Norvège ou relatifs à la Norvège.

## Gouvernance
- Haakon VII est roi de Norvège.
- Johan Nygaardsvold dirige le gouvernement.

## Événements
- Le foyer des enfants juifs à Oslo est un orphelinat fondé en 1939 sous l'égide de l'association Nansenhjelpen (« L'Aide Nansen »), organisation humanitaire créée en 1936 par Odd Nansen (fils du prix Nobel pour la paix Fridtjof Nansen). Le foyer visait à offrir un refuge aux enfants juifs pendant la Shoah ; toutefois, les enfants ont dû tous fuir pour échapper aux déportations quand la Norvège s'est trouvée sous occupation nazie pendant la Seconde Guerre mondiale (du 9 avril 1940 au 8 mai 1945)[1],[2].
- 2 septembre :
  - la Norvège, le Danemark, la Suède et la Finlande se déclarent neutres[3].
  - l’Allemagne renouvelle les assurances données à la Norvège neutre (réitérées le 6 octobre)[4].

## Sport
- Les championnats du monde de tir à l'arc 1939 sont une compétition sportive de tir à l'arc organisés du 31 juillet au 5 août 1939 à Oslo, en Norvège. Il s'agit de la neuvième édition des championnats du monde de tir à l'arc.

## Naissances
- Naissance en Norvège en 1939

## Décès
- Décès en Norvège en 1939